# Borba za neovisnost Latinske Amerike
Borba za neovisnost Latinske Amerike proces je čiji se glavni dio odigrao između 1810. i 1820. godine i predstavlja oslobađanje španjolskih, portugalskih i francuskih kolonija od vlasti metropola i formiranje samostalnih država. Na ovaj proces utjecaj su imali kako događaji unutar kolonija tako i međunarodni događaji, prije svega pojava prosvjete i Francuska revolucija, Američki rat za neovisnost i Napoleonovo zaposjednuće Španjolske.
Ova se borba ne može usporediti s procesom dekolonizacije koji se odvijao sredinom 20. stoljeća u Africi i Aziji. Iako je u oba slučaja riječ o emancipaciji naroda, ratovi za neovisnost u Latinskoj Americi nisu bili ratovi potlačenih i tlačitelja, već ljudi istog društvenog statusa, čija je borba predstavljala sudar vladajuće strukture kolonija s metropolom. U procesima koji su se odigrali u Africi i Aziji sukobili su se kolonijalni gospodari i potlačeno stanovništvo koje je ustalo protiv takvog sustava.
Početak i završetak procesa borbe za neovisnost Latinske Amerike povjesničari smještaju u različite vremenske okvire. Najveći broj se slaže da to razdoblje traje oko pola stoljeća, od sedmog desetljeća 18. do trećeg desetljeća 19. stoljeća (osim Kube, koja je stekla neovisnost dosta kasnije, 1898.), to jest, od vidnih idejno-političkih utjecaja revolucionarne misli Europe do međunarodnog priznanja latinskoameričkih država. Ovi događaji nastavit će se građanskim ratovima i sporom stabilizacijom.
Gospodarski, socijalni i politički procesi koji su doveli do oslobađanja ne događaju se istodobno u svim dijelovima Latinske Amerike, niti su oni neposredno povezani istim neposrednim uzrocima. Naprotiv, dijele ih vremenske, etničke i socijalne razlike i izrazit lokalizam.
Rat za neovisnost u Latinskoj Americi vode potomci bijelih doseljenika (kreolci) protiv metropole kao secesionistički rat i to je uglavnom samo njihova borba oko vlasti, a ne i borba širokih slojeva naroda. Indijanci, crni robovi i slobodni crnci nisu ostvarivali vlastite interese u tom ratu. Bili su često angažirani u interesu španjolske monarhije protiv separatizma svojih gospodara, zemljoposjednika i lokalnih vlasti. Čileanski povjesničar Jaime Eyzaguirre kao dokaz navodi da je od 87 000 rojalista (1820.) svega trećina bila iz metropole, a da je u bici kod Ayacucha od 9 000 vojnika na strani rojalista svega 500 bilo iz Španjolske.

## Stanje u društvu
U kolonijalnom društvu Latinske Amerike formirane su dvije suprotstavljene imućne socijalne strukture. Na jednom kraju su bili kreolci, veleposjednici i aristokrati europskog podrijetla, ali rođeni na američkom kontinentu, veoma bogati, ali bez izravnog pristupa političkoj vlasti osim na lokalnoj razini. Ova skupina bila je suprotstavljena Španjolcima iz metropole u čijim je rukama bila politička vlast, monopol nad trgovinom, skupljanje poreza i taksi u četiri podkraljevstva i posredovanje u odlijevu bogatstva u metropolu. Obje skupine bile su nezadovoljne svojim položajem. Obespravljena skupina stanovništva, dakle Indijanci, crnci, mulati i zambosi bili su posebno nezadovoljni svojim položajem, što se odražavalo kroz nebrojene i neuspjele ustanke tijekom cijelog kolonijalnog razdoblja, koji su uvijek bili u krvi ugušeni, a vođe surovo kažnjavane. Najžešći su bili ustanci Indijanaca koji su se protezali kroz cijelo kolonijalno razdoblje, međutim, postoje oprječna mišljenja o njihovom utjecaju na početak protukolonijalnog rata u Latinskoj Americi. Dok neki povjesničari smatraju kako indijanski ustanci i bune imaju marginalan značaj za izbijanje rata za neovisnost, drugi smatraju kako su opća društvena previranja predstavljala pripremu za konačni početak rata protiv kolonijalizma.
U ovakvo društvo lako su prodrle revolucionarne ideje iz prosvjetne Europe koje su donosili bogati kreolci sa svojih putovanja i njihova djeca koja su se školovala u velikim europskim središtima. Čitale su se zabranjene knjige o enciklopedistima, reformi postojećeg društvenog poretka, prirodnim znanostima, prirodnim pravima čovjeka i drugim europskim idejama. Prosvjetne ideje o slobodi, ravnopravnosti, napretku i neovisnosti bile su poseban predmet proučavanja kreolske buržoazije i klera u španjolskim američkim kolonijama. Iako je nepismenost širokih narodnih slojeva bila velika, a španjolska metropola se trudila spriječiti širenje naprednih ideja u svojim kolonijama, vrlo brzo su se raširile ideje Rousseaua, Montesquieua i Voltairea.

## Protjerivanje isusovaca
Praksa kršćanskih vjerskih redova u formiranju indijanskih komuna i uspjesi u pokrštavanju Indijanaca imali su udjela u pripremama za budući povijesni zaokret. Ta praksa je počela u 16. stoljeću s Bartolomeom de las Casasom i čuvenom raspravom u Valladolidu održanom pred Karlom V. na kojoj su po prvi put od početka kolonijalnih osvajanja iznijeti u javnost zločini konkvistadora nad Indijancima, što je ishodovalo osnivanjem prvih indijanskih kolonija. Najuspješniji od svih bili su isusovci koji su osnivali zajednice Guaranija oko rijeke Parana na teritorijima današnjih država Paragvaja, Urugvaja i sjevernog dijela Argentine. Isusovci su učinili zajednice Guaranija poptuno neovisnim i samodovoljnim entitetima, što je počelo praviti veliku smetnju, kako metropoli, tako i crkvi, i kolonijalnim vlastima. To je bio uzrok Guaranskom ratu.
Iako se Guaranski rat završio potpunom propašću guaranskih zajednica i protjerivanjem isusovaca s američkog kontinenta i kasnijim potpunim gašenjem tog vjerskog reda (1773.), isusovci su odigrali bitnu ulogu u stvaranju svjesti o prirodnim pravima čovjeka i neophodnosti borbe protiv kolonijalizma. Originalnim pristupom, sličnim socijalnom utopizmu, isusovci su od indijanskih naseobina stvorili državu u državi, snažno gospodarsko uporište koje je smetalo kolonijalnim vlastima. Poslije raspuštanja Družbe Isusove brojni su redovnici izrazili veliku postojanost, nisu napustili red i zahvaljujući pomoći drugih redova uspjeli su u iseljeništvu, najviše u Italiji i Engleskoj, nastaviti svoj intelektualni utjecaj. Usmjerili su ga na domoljubno kazivanje o nehumanom odnosu španjolskih vlasti prema Indijancima. Jezuit Juan Pablo Vizcardo napisao je čuveno Pismo svim Španjolcima. U njemu je po prvi put promicano pravo na revoluciju i neovisnost. Pismo je došlo i do Francisca Mirande, tada najvećeg zagovornika ideje o oslobađanju kolonija. Miranda je objavio ovo pismo na više jezika, otvarajući oči svjetskoj javnosti pred strahotama nasilja.

## Intelektualci
Poslije progona isusovaca, škole koje su oni držali preuzeli su kreolci unoseći u njih nove sadržaje, ideje prosvjećenosti i enciklopedizma. Boravak čuvenih europskih znanstvenika u kolonijama dao je poticaj već uzburkanom intelektualnom ozračju. Počela su se stvarati udruženja intelektualaca u kojima se raspravljalo o politici, znanosti i umjetnosti. Ranije zatvoreni krugovi intelektualaca se otvaraju javnosti. Održavaju se tribine na kojima se izražava novonastalo hispanoameričko domoljublje. Broj ovakvih udruga uvećao se kada im se, osim kreolaca, pridružuju i mestici (Gvatemala, 1808. godine). Pritisak da se napusti sholastika kao pogled na svijet bio je toliko izražen da su se studenti Lime 1783. prvi put otvoreno suprotstavili službenom kandidatu za rektora predlažući jednog enciklopedista. Sva ova intelektualna previranja i promjene na neki način su pripremale tlo za konačnu pobunu.

## Masoni
U red najznačajnijih tajnih udruga koje su organizacijski i promidžbom pripremali Rat za neovisnost bile su masonske lože. Frankomasonerija okupljala je više različitih slojeva: aristokrate, intelektualce, časnike i druge. Najpoznatije osobe iz borbe za neovisnost bili su slobodni zidari, članovi Američke lože na čelu s velikim majstorom Franciscom Mirandom. San Martin je organizirao ložu Lautaro u Buenos Airesu (1812. – 1815.) koja je bila pod utjecajem masonerije iz Londona i koja se zalagala za ispunjavanje ciljeva američke Deklaracije o neovisnosti. Masonske lože, djelujući uvijek tajno, organizirale su Veliku američku udrugu, Udrugu viteza razuma i druge udruge. Preko njih su širili ideju otpora apsolutizmu i organizirali vojne pobune.

## Pobune koje prethode ratu za neovisnost
Pobune i ustanci veoma česti tijekom tri stoljeća kolonijalne vlasti. Pobunjenici nisu imali za cilj neovisnost kolonija, ali su stvarali uvjete čije sazrijevanje dovodi do secesije. Svi ustanci i pobune u Latinskoj Americi tijekom kolonijalne vlasti mogu se svrstati u tri kategorije: ustanci Indijanaca, izazvani eksploatacijom i ugnjetavanjem, ustanci robova koji su imali za cilj ukidanje ropstva i ustanci kreolaca. Cilj ovih posljednjih sve do 18. stoljeća bilo je rasterećenje od prevelikih nameta, prosvjed protiv zloporaba vlasti, samovolje pojedinaca, monopola i aristokratskih povlastica, te nisu bili usmjereni protiv monarhije i kolonijalne vlasti.

## Pobune Indijanaca
Najstariji su bili ustanci Indijanaca Perua. Prvi je podigao još 1536. Manko Inka Jupanki protiv porobljavanja, nositelj vladajuće dinastije i jedan od nasljednika posljednjeg cara Inka, Atahualpe. Ustanak je bio masovan i vođen je s promjenjivom ratnom srećom. Ustanici su postigli znatne uspjehe i čak je kratkotrajno obnovljen suverenitet države Inka, iako na dosta manjem teritoriju. Nakon pogibije, Manka su naslijedili njegovi sinovi Titu Kusi Jupanki i Tupak Amaru I. i kada su oni poraženi ustanak je ugušen. Među borbenim plemenima Kečua i Ajmara oni su postali simbol otpora.
Araukanci su uspješno dizali pobune na teritoriju današnjeg Čilea. Slično njima činili su i rudari u Novoj Španjolskoj, Meksiku (1598.), u Tukumanu (1655.), zatim crnci u rudnicima zlata na teritoriju današnje Venezuele. Od sredine 17. stoljeća žarišta ustanaka premještaju se u Novi Meksiko, a uzroci su osim spomenutih i nasilno pokrštavanje. Najveći među ustancima počeo je 1680. i tijekom njega je razorena prijestolnica Santa Fe. Ustanak je trajao 12 godina.
U 17. stoljeću španjolska vlast u kolonijama ozbiljno je uzdrmana ustancima i neredima. Jedan od ustanaka u Asuncionu, poznat kao Ustanak paragvajskih komunara (1724. – 1725.) najveći je do tada sudar pobunjenika i centralističke vlasti. Vodio ga je isusovac José Antequera koji će postati simbol borbe protiv kolonijalne vlasti. Antequera i njegov nasljednik Ferdinand Mompó su, prema nekim istraživačima, definirali prava čovjeka pola stoljeća prije Lincolna i Francuske revolucije. Od njih je poteklo geslo da je autoritet naroda iznad autoriteta kralja. Komunarske simbole koristili su za svoje ciljeve i kreolci koji su smanjenje poreskih nameta, slobodnu trgovinu i ukidanje vojne obveze.
U Venezueli 1749. ustanak malih proizvođača kakaovca protiv monopola uvjerljivo je govorio da je proširena osnova socijalnog prosvjeda. Slično se događalo i u sjevernoj Argentini 1752., u Limi 1750. kada je izbio ustanak indijanskih poglavica. Na Yukatanu su 1765. ustanici proglasili novog kralja Maja, iste godine je izbio ustanak u Quitu, Novoj Španjolskoj 1867., u Čileu, Novoj Granadi i Peruu protiv nameta dižu se komunari 1776. godine. U kreolaca javlja se suosjećanje za indijansku sudbinu i dolazi do međusobnog približavanja.
Slične, ali ne i tako brojne urote i pobune, javljaju se i u Brazilu. Najpoznatija je urota tajnog društva neposlušnih rudara iz 1789. godine u rudnicima Minas Geraisu pod vodstvom Silve Xaviera zvanim Tiradentes. U ime rudara tražena je neovisna republika, slobodna trgovina i sve ono što je bilo u skladu s liberalnim stremljenjima tog vremena. Urotu su podržali brazilski pjesnici Da Costa, Antonio Gonzaga i drugi. Otkrivena je i sasječena u korijenu, a spomenuti pjesnici su prognani.
Najveći među spontanim i organiziranim ustancima domorodaca bio je ustanak Tupaka Amarua II. (1780. – 83.) u oblasti južnog Perua, sjevernog Čilea, Bolivijske visoravni i sjeverozapadne Argentine gdje je postojbina Kečua i Ajmara. Neposredni povod za ustanak bili su previsoki porezi, zloporabe vlasti i sustav prisilnog rada tzv. mita. Vodio ga je José Gabriel Condorcanqui Noguera, imućni obrazovani trgovac, nasljedni vođa Indijanaca koji je uzeo ime Tupak Amaru II. U početku je ustanak bio veoma uspješan. Ustanku su u početku prilazili kreolci i mestici, ali su ga napuštali zbog radikalnih zahtjeva Indijanaca. Usprkos velikoj brojnosti (više desetaka tisuća ljudi), slabo naoružana, neopremljena i nedisciplinirana indijanska vojska nije mogla odoljeti pritisku španjolske vojske. Potkraljevi su okupili mestike i 1731. potukli Indijance. Španjolski vojnici pokazali su iznimnu surovost prema poraženima. Pogubljeno je oko 80 000 Indijanaca, a samog Tupaka vezali su za konjske repove i pokušali raščerečiti, međutim, morali su uporabiti sjekire. Usprkos porazu novi ustanak je izbio 1782. pod vodstvom Tupaka Diega, koji ga je vodio dvije godine sve dok vlasti nisu provele djelomične reforme u korist Indijanaca.
Iako su ustanci Indijanaca doživljavali poraze golem značaj imala je izražena politička podudarnost s republikanskim secesionizmom kreolaca. Riječ je o procesu formiranja jednog općeg raspoloženja za oslobodilačku borbu u korist novih ideja o američkoj nacionalnoj pripadnosti.
Zahtjevi za neovisnost bili su manje izraženi u područjima gdje su vladali tolerantniji i sposobniji potkraljevi kao što je Meksiko. U Brazilu nije ni nametana stroga centralistička vlast.

## Pobune robova
Pobune crnih robova bile su česte, a najznačajnija je ona iz 1630. kada su odbjegli robovi u provinciji Pernambuko (Brazil) formirali Republiku Palmi. Republika je opstala preko 60 godina, sve do 1697. godine. Ostali ustanci robova uglavnom nisu prešli lokalne razmjere. Francuska revolucija iz 1789. godine potaknula je robove na ustanke. Tako je 1791. izbio ustanak u francuskoj koloniji Santo Domingo na zapadnom dijelu otoka (istočni je bio španjolska kolonija) s političkim i socijalnim zahtjevima. Ustanak je ugušen, ali francuska vlast više nije mogla nadzirati robove.

## Ustanci kolonizatora i kreolaca
Prva pobuna kolonizatora izbila 1497., a predvodio je alkalde otoka Izabele u vrijeme dok je Kolumbo bio u Španjolskoj, a zamjenjivao ga njegov brat Bartolomeo. Trajala je skoro dvije godine sve do Kolumbovog povratka kada je postignut kompromis. Kasnije je bilo sve više pobuna kreolaca i to je pokazatelj unutrašnje borbe oko povlastica i ovlaštenja sve do 18. stoljeća kada takvi nemiri ustupaju mjesto prosvjedu protiv nameta krune i loše uprave. U takve se ubrajaju pobune u Caracasu (1749.), Quitou (1765.), Čileu, Novoj Granadi, Peruu (1776. – 77.). U Čileu je 1781. godine došlo do velike urote. U Novoj Granadi iste godine prosvjed je prerastao u ustanak kreolaca uz sudjelovanje Indijanaca.
U pojedinim dijelovima kolonija nije bilo većeg komešanja kreolaca (Meksiko, Peru) i to se objašnjava većom sposobnošću potkraljeva, to jest fleksibilnijom politikom vlasti. U tim sredinama poticaji za neovisnost dolazili su uglavnom vani. Bilo je pobuna plantažnih radnika, ali one nisu imale secesionističku narav.

## Unutarnji čimbenici
Prosvjetiteljstvo je bilo ideološko opravdanje borbe za neovisnost američkog kontinenta, međutim neposredni uzoci bili su gospodarske prirode:
- Željezni nadzor Burbona života u kolonijama u bilo kojem pogledu.
- Razvitak birokracije i jaka centralizacija upravnih funkcija kolonija.
- Isključenje kreolaca iz javnog i političkog života. Državne položaje mogli su imati samo Španjolci.
- Potpuna gospodarska ovisnost o metropoli.
- Visoki porezi.
- Nedostatak sredstava za održanje imperija.

Španjolska nije imala odgovarajuću vojnu snagu niti je mogla svojom proizvodnjom zadovoljiti potražnju i gospodarske potrebe svojih kolonija. Ovakva situacija proizvela je tenzije i nezadovoljstvo među različitim sektorima u hispanoameričkim kolonijama. Međutim, Indijanci, crnci i mulati bili su najugroženiji, jer osim Španjolaca, ugnjetavali su ih i kreolci.

## Vanjski čimbenici
Događaji koji su pripremili političku klimu za odvajanje kolonija od Španjolske ne potječu samo od događaja u samim kolonijama. Naprotiv, europski i svjetski događaji tog vremena imala su veliki utjecaj na događaje u Latinskoj Americi. U Francuskoj se odigrala do tada najveća buržujska revolucija, a u Engleskoj cvjeta liberalizam. Sjedinjene Američke Države prve na američkom kontinentu dobivaju neovisnost.
U razvoju događanja u Latinskoj Americi uočljiva su dva razdoblja. U prvom se prihvaćaju novi ideološki utjecaji i odvija se proces sazrijevanja odluke za borbu ubrzanu stjecanjem neovisnosti SAD (1776.). Drugo razdoblje ispunjeno je tajnim idejno-političkim pripremama, a zatim vojnim djelovanjem protiv kolonijalne vlasti, iako ne uvijek i protiv monarhije. Ovo drugo razdoblje naziva se Rat za neovisnost i dostiže vrhunac poslije Napoleonovog napada na Španjolsku (1808.) i propasti španjolskog i portugalskog imperija nizom proklamacija o neovisnosti (1822. – 1824.). Usljedilo je međunarodno proglašenje neovisnosti otpočeto Monroevom deklaracijom, a završeno kada su bivše metropole priznale neovisnost novonastalih država.

### Utjecaj Francuske revolucije
Francuska revolucija je u početku imala veliki odjek u kolonijama tim više što su ideje enciklopedista, Rousseaua, Diderota, Voltairea bile prisutne među inteligencijom i političkom oporbom. Kolonijalna uprava uočila je opasnost od ovih ideja tako da je kažnjavano robijom prevođenje Deklaracije o pravima čovjeka i građanina.
Pred Francusku revoluciju Karlo III. nastojao je u kolonijama provesti reforme u duhu prosvijećenog apsolutizma. One su, međutim, bile malog dometa. Kralj je odbacio prijedloge svojih ministara dalekosežnim reformama onemogućiti secesiju. Ukinut je dio monopola na trgovinu s kolonijama proširenjem trgovačkih dopusnica na druge zemlje, smanjene su carine, unaprijeđena je znanost, liberaliziran je tisak, povećan je uvoz knjiga ali ovo nije moglo zadovoljiti želje i potrebe kolonija.
Međutim nešto kasnije, stav prema Francuskoj revoluciji se promijenio. Postulati o ravnopravnosti svih ljudi nisu odgovarali gospodarskim interesima dominantnoj kreolskoj klasi. Slagali su se s jednakim pravima u okviru svoje klase, ali ne i s izjednačavanjem prava kreolaca s pravima Indijanaca, crnaca, mestika i mulata. Zbog toga, ideje Francuske revolucije nisu bile najbolje prihvaćene u krugovima visoke klase kolonijalnog društva.
S druge strane, Francuska revolucija imala je izniman odjek u francuskom dijelu Santo Dominga. Radikalne promjene u Francuskoj su se prenijele na francuske kolonije, što je ishodovalo silovitim pobunama robova, koje su se na kraju završile neovisnošću Haitija. S Haitija, pobune robova su se proširile na Venezuelu, i kreolci su s užasom odbacili ideje Francuske revolucije i odlučili se za model koji im je bio mnogo bliži i koji je daleko više odgovarao njihovim gospodarskim interesima, model Američke revolucije.

### Utjecaj Američke revolucije
Američka revolucija isprva nije imala neposredni utjecaj na događaje u španjolskim kolonijama. To se može objasniti sukobima između Španjolske i Francuske s Britanijom koji su apsorbirali svu pažnju kolonija kao i opreznošću prema SAD, očekivanjem da bi se „pigmej mogao pretvoriti u kolosa“. SAD je dobro iskoristio europske sukobe 1783. godine i pri sklapanju mirovnog sporazuma s Britanijom utvrdio granice prema španjolskoj Floridi na 32. usporednici. SAD je 1819. otkupio dio španjolskog teritorija. Ali o svim ovim velikim međunarodnim događajima se među narodom malo znalo pa čak ni gornji sloj kreolskog stanovništva nije bio šire obaviješten o američkoj revoluciji. Njen utjecaj se osjetio tek usvajanjem Deklaracije o neovisnosti i nakon završetka borbi za neovisnost na Haitiju, kada su ideje francuske, zamijenili idejama američke revolucije.

### Napoleonovo zaposjednuće Španjolske
Manuel Godoy, predsjednik španjolske vlade, s Napoleonom je potpisao sporazum kojim se odobrava francuskoj vojsci prelazak preko Španjolske pri napadu na Portugal (1807.), koji je imao katastrofalne posljedice po Španjolsku. Sporazum je podrazumijevao zajednički napad na Portugal i podjelu kolonija u Brazilu. Iako su u studenom francuske postrojbe jednostavno umarširale u Portugal, Napoleon je i dalje ubacivao postrojbe preko Pirineja u Španjolsku, pod izgovorom kako priprema obranu Španjolske od Britanaca.
Portugalski kralj Joao IV. od Portugala bio je prinuđen iseliti u Brazil s 15 000 odabranih plemića, zaštićen britanskom flotom. On je ubrzo donio odluku priznati osamostaljenje Brazila. Napoleonova politika dovela je do abdikacije kralja Karla IV. u korist sina Ferdinanda VII., koji je opet, bio prinuđen predati vlast Napoleonu. Za kralja Španjolske i Indija Napoleon je imenovao svog brata Josipa. Pošto su Francuzi doslovno zaposjeli cijelu Španjolsku, Španjolci su digli opći ustanak i vodili ga s promjenjivom srećom šest godina (1808. – 1814.) prihvaćajući za legitimnog kralja samo Ferdinanda VII.

## Rat za neovisnost
Opći znak za početak borbe, ranije tu i tamo vođene i s malim uspjehom bio je Napoleonov napad na Španjolsku 1808. godine. Napad je za Španjolsku predstavljao prekid jedinstvenog kontinuiteta monarhije, s obzirom na to da su se Karlo IV. i Ferdinand VII. morali odreći španjolskog prijestolja u korist Napoleonovog brata, Josipa I. Bonapartea.
U kolonijama su sazvani kabildi i formirane narodne hunte po ugledu na Španjolsku. One preuzimaju vlast u Quitu (1809.), Caracasu, Buenos Airesu, Santiagu i Bogoti (1810.). Ovo su prve neovisne vlade u španjolskim kolonijama. Španjolski generalni kortes okupljen u Cadizu (poznat kao Kadiški kortes) donijeli su prvi liberalni španjolski Ustav 1812. godine, ukinuli Inkviziciju, a središnja hunta je proglasila sve kolonije sastavnim dijelom Španjolske i pozvala ih da joj se pridruže u se borbi protiv Francuza. Bio je ovo pokušaj Španjolske da zadrži ove teritorije i on je ujedinio provincije Španjolske i kolonije u jedinstvenu nacionalnu državu. No unatoč prvotnoj potpori, u Americi se počela nazirati kriza odanosti – kreolci su se dvoumili između borbe za neovisnost i nastavka vezanosti za metropolu. 
Britanija je bila u nedoumici – treba li podržati pobunjenike u španjolskim kolonijama radi suzbijanja španjolskog pomorskog i trgovačkog monopola ili se opredijeliti za španjolsku borbu protiv Napoleona? Opredijelila se za pomoć španjolskoj gerili protiv francuske opsade. Tijekom 1813. francuske postrojbe protjerane su iz Španjolske da bi naredne godine Napoleon bio potučen, a španjolski kralj Ferdinand VII. trijumfalno je dočekan sa spremnim Ustavom. Međutim, Ferdinand VII. je odbacio Ustav, izvršio vojni udar, obnovio apsolutizam, vratio Inkviziciju i pohitao sve liberale.
Ovakav razvoj događaja uvjerio je kreolce koji su se kolebali kako do neovisnosti vodi samo put oružane borbe.

## Etape rata za neovisnost
Na početku, cilj borbe nije bio jasno definiran, ili je bolje rečeno bio različit za razne skupine stanovništva. Jedan dio vladajućih slojeva želio je reforme u okviru monarhije odnosno samo političku slobodu od nadzora Madrida. Drugi dio želi potpuno osamostaljenje, republikanizam, slobodno tržište i parlamentarni sustav. I jedna i druga struja su predstavljale manjinu. Širi društveni slojevi nisu neovisno i organizirano sudjelovali u oslobodilačkoj borbi, niti je ona izražavala njihove socijalne interese. Pristupali su joj milom ili silom, mobilizacijom na obje strane. Emancipaciju je vodila trgovačka buržoazija, bogati kreolski bankari i dio aristokracije, socijalne skupine koje su jedino bile u stanju dovesti ju do uspjeha. U početku sukoba vojske obje strane su bile malobrojne. Vojska osloboditelja sastojala se od nediscipliniranih dragovoljaca, slabo naoružana i opremljena. Ona djeluje nesinkronizirano, razdirana suparništvom među vođama.
Također, rat se ne odvija istim tijekom u svim potkraljevstvima. Ne postoje iste političke ideje koje mogu ujediniti ovu borbu. Oružane borbe vođene su tamo gdje su bile postrojene španjolske vojne snage. Ostali dijelovi kolonija sa slabijim komunikacijama i manjeg značaja za metropolu stekli su naovisnost kada je Španjolska propala kao kolonijalno carstvo. Jedina borba koja je u njima vođena bila je borba nekoliko struja kreolaca oko preuzimanja vlasti.
U drugom razdoblju zaoštravaju se vojni sukobi. U Španjolskoj je obnovljen apsolutizam. Poslije 1814. ona je opet u stanju u kolonije osim Argentine slati vojne ekspedicije. Kruna ne traži put sporazuma nego konfrontacije. Među kreolcima dolazi do zaokreta jer se i monarhisti uvjeravaju kako je jedini put do slobode potpuno odvajanje od matice.
U trećem razdoblju relativno brzo je određena sudbina kolonija: oslobodilačka vojska bila je reorganizirana. Bolivar i San Martin, kao i druge manje poznate vođe pobjeđuju u velikim bitkama. Prihvaćaju se savezništva sa stranim državama ovisno o konkretnoj situaciji i prema vlastitim interesima.
Četvrto razdoblje počinje stjecanjem neovisnosti. U njemu se odvija borba za vlast pojedinih kreolskih kaudilja i lokalizam razbija san o jedinstvu. Velike sile priznaju neovisnost brojnih novih država. Najjača utvrda Španjolaca bila je u Peruu, a osloboditelja u Rio de la Plati. Najžešće borbe vođene su u Novoj Granadi i Čileu.

## Borbe za neovisnost po državama

### Haiti
Pred ustanak, na Haitiju je živjelo nekih 600 000 stanovnika, od kojih su 500 000 bili crni robovi dovedeni iz Afrike raditi ne poljima šećerne trske nakon što je kolonijalni sustav potpuno uništio autohtono indijansko stanovništvo. Francuza je ukupno bilo oko 30 000, vladinih službenika, trgovaca i obrtnika oko 10 000 i oko 30 000 mulata.
Godine 1791. 30 000 bijelaca i 27 000 crnaca i mulata otpočeli su ustanak za neovisnost podstaknut Deklaracijom o pravima čovjeka i zahtjevom Francuske revolucije da kolonije dobiju ista prava kao i metropola. Velika Britanija i SAD pružile su podršku Francuzima i ustanak je ugušen.
Preokret je nastao kada na čelo crnačkog pokreta stupa François Dominique Toussaint-Louverture. Po prvi put je crnačka vojska potukla vojsku jedne europske sile. Toussaint je vješto koristio sukobe europskih sila. Kako bi obranio ustanak stao je na stranu Španjolske koja mu je obećala da će ropstvo biti ukinuto što nije ispunjeno. Kada je Konvent 1794. godine proglasio slobodu za sve robove, Toussaint je prešao na stranu Francuza i nastavio borbu za neovisnost, dobio bitke protiv Španjolaca i Engleza (1798.), a zatim porazio i same Francuze. Na kraju je ukinuo francusku vlast (1801.) i donio liberalni ustav, promicao slobodu trgovine, priznao Katoličku crkvu i ukinuo ropstvo. Međutim, Napoleon je odbacio taj ustav i poslao je na Haiti ekspediciju od 86 brodova i 50 000 vojnika ugušiti ustanak. General Leclerc je 1802. godine porazio crnačke postrojbe, zarobio Toussainta i deportirao ga u Francusku. Toussaint je umro 1803. u tvrđavi Ju. Uporan otpor crnaca i mulata kao i epidemija žute groznice u redovima intervencionista donijela je na kraju novi poraz Francuzima. Povukli su se uz velike gubitke (negdje oko 62 000 ljudi). Jean Jacques Dessalines, Toussainteov nasljednik, proglasio je 1804. neovisnost dajući novoj državi ime Republika Haiti. Država je obuhvaćala samo zapadni dio otoka pošto je istočni bio pod španjolskom upravom. Oba dijela su ujedinjena 1822. godine. Dessalines se ubrzo pretvorio u apsolutista. Ubijen je u unutarnjim borbama oko vlasti. Njegov suborac i nasljednik Henri Christophe proglasio se kraljem. Konsificirao je sve francuske posjede i dijelio ih stanovništvu, bivšim robovima čime je izazvao ustanak zemljoposjednika. Francuska je 1825. priznala neovisnost Haitija, no to nije smirilo unutarnju situaciju.

### Jug Južne Amerike
Argentina, Čile i Peru su vodili rat za neovisnost pod vodstvom Josea San Martina, poznatog kao Osloboditelj (Liberator), osobito u Argentini.
Opći tijek Rata za neovisnost u prvom razdoblju obilježili su Otvoreni kabildi i zbivanja u Argentini. Britanski napad na Latinsku Ameriku osmišljavan je s tri najpovoljnija prilaza: preko Venezuele, Buenos Airesa i Čilea. Prva dva su propala, a treći preko luke Valparaiso nije ni poduzet.
Kada je engleska flota 1806. napala Buenos Aires potkralj je pobjegao bez pokušaja pružiti otpor napadaču. Grad su obranili samoorganizirani kreolci. Potukli su Britance, a nakon toga su preuzeli vlast i odrekli se vjernosti Hunti iz Seville, a zatim organizirali instituciju Otvorenih kabilda kao narodni organ koji je po prvi put preuzeo političku vlast i od tada je nije ispuštao iz svojih ruku. Nakon prvih vijesti o Napoleonovoj opsadi, dolazi do stvaranja ovih organa u različitim dijelovima kolonija. Prvi je formiran u Caracasu 19. travnja 1810., a posljednji u Čileu 18. rujna iste godine. Kabildi nisu proglašavali neovisnost, ali su obrazovali nove kreolske vlade i označili početak unutarnjih političkih sukoba oko daljnje budućnosti kolonija. U Potkraljevstvu Rio de la Plati dobili su najširu podršku i u gradovima i u unutrašnjosti i time je otpočela Svibanjska revolucija i formiranje oslobodilačke vojske. Novostvorena domoljubna hunta okupila je i konzervativce i liberale i počela mnoge gospodarske i političke reforme (1810. – 1826.) u proglašenoj državi Ujedinjene provincije Rio de la Plate. Među najvažnijim vođama Otvorenih kabilda u Argentini bili su Manuel Belgrano, Mariano Moreno, Juan Jose Casteli, Cornelio de Saavedra.
Neovisnost Čilea je 12. veljače 1818. proglasio revolucionarni vođa Bernardo O'Higins, koji je postao diktator Čilea. O'Higins je bio inspiriran San Martinovim idejama. Njih dvojica su se zajednički borili protiv Španjolaca u odlučućoj Bici kod Chacabuca.

### Venezuela
Venezuela je objavila svoju neovisnost od Španjolske 5. srpnja 1811. godine čime je otpočeo rat između dvije zemlje. Godine 1812. španjolske snage predvođene generalom Juanom Domingom Monteverdeom potukle su venezuelansku revolucionarnu vojsku s Franciscom Mirandom na čelu, koja se predala u Victoriji 12. srpnja 1812. čime je završena prva faza rata. Simón Bolívar i ostale vođe revolucije su iselili.
Nakon poraza 1812. godine Bolívar odlazi u Novu Granadu. Kasnije se vraća s novom vojskom dok je trajala iznimno surova faza rata. Nakon što je najveći dio lokalne aristokracije napustio ideje neovisnosti crnci i mulati postali su glavna snaga revolucije. Elita je reagirala otvoreno ometajući borbu običnih ljudi. Bolívarove snage napale su Venezuelu iz Nove Granade 1813. godine, ulazeći u borbu nadahnute motom guerra a muerte (borba do smrti). Bolívarove postrojbe potukle su Monteverdeovu španjolsku vojsku u nizu bitaka zauzimajući Caracas 6. kolovoza 1813. i opkoljavajući Monteverdea u Puerte Cabelu u rujnu 1813. godine.
Kako su i lojalisti pokazali istu ustrajnost pobunjenici su ostvarivali samo kratkotrajne uspjehe. Tijekom 1814. ojačane španjolske snage u Venezueli pretrpjele su niz poraza, ali su najzad potukle Bolívara kod La Puerte 15. lipnja 1814. Osvojile su Caracas 16. srpnja iste godine i ponovno su potukle pobunjenike kod Arague 18. kolovoza. U ovoj borbi Španjolci su izgubili 2 000 ljudi od 10 000 koliko ih se borilo, a pobunjenici su izgubili 3 000 ljudi. Bolívar i druge vođe vratile su se u Novu Granadu.
Vojska predvođena lojalistom Joséom Tomásom Bovesom pokazala je svoju ključnu vojnu ulogu. Okrećući se protiv neovisnosti, ovi iznimno pokretni, iznimni borci su još jednom potisnuli Bolívara iz njegove rodne zemlje.
Bolívar se vratio u Venecuelu u prosincu 1816., ponovno vodeći dvogodišnju neuspješnu borbu protiv Španjolaca. Još jednom se vratio u Venezuelu u travnju 1821. predvodeći vojsku od 7 000 ljudi. Kod Caraboba 24. lipnja njegove snage su do nogu potukle Španjolce i revolucionarne snage su izborile neovisnost Venezuele.

### Paragvaj
Paragvaj je poslije Haitija prvi postigao neovisnost 1811. godine dijelom zahvaljujući svojoj geografskoj izoliranosti, dijelom tradiciji ustanka od 80 godina ranije. Snažnu prvobitnu motivaciju domoljubnog pokreta inicirala je skupina najmoćnijih vlasnika plantaža duhana. Francia Gaspar poznat kao doktor Francia bio je vodeća osoba suprotstavljena veleposjednicima. Čovjek je mnogih reformi koje su imale odjek u širokim slojevima stanovništva. Zatvorio je vanjska tržišta i ukinuo vanjsku trgovinu, a potom je podigao tvornicu oružja i baruta. Sljedeći korak bio je eksproprijacija velikih latifundija (bez naknade) stvorenih nakon progona isusovaca. Jedan dio zemlje podijeljen je seljacima u malim česticama, a drugi je ostao državi u obliku velikih stočarskih dobara. Podigao je cijene i željeznom rukom je spriječio špekulacije robom za osnovne potrebe. Konfisicirao je crkvena dobra, a samostane pretvorio u vojarne. Jakobinac, bez stranke, uspjeva pridobiti siromašne, robove i sitnu buržoaziju formiranu u gradovima. Krajem 18. stoljeća paragvajsku zatvorenost razbila je britanska diplomacija koja je uz pomoć Brazila i Argentine potaknula pobunu aristokracije i srušila taj usamljeni jakobinski režim.

### Kolumbija
Od 1815. oslobodilački pokret u Venezueli kao i u najvećem dijelu španjolske Južne Amerike zapao je u iznimno tešku poziciju. Velika vojna ekspedicija koju je poslao Ferdinanda VII. te godine preotela je Venezuelu i najveći dio Nove Granade. Novi Bolívarov napad na Venezuelu 1816. predstavljao je težak neuspjeh.
Godine 1819. Bolívarove snage su prešle Ande i prodrle u Novu Granadu u lipnju i srpnju iste godine. U bici kod Bojacha 7. kolovoza 1819. godine njegova vojska od 2 000 ljudi potukla je 3 000 španjolskih i kolonijalnih boraca. U proljeće 1820. Bolívarove republikanske snage zauzele su Bogotu. Nakon toga on je postao prvi predsjednik Velike Kolumbije.

### Ekvador
Ekvador je od 1614., pripadao Potkraljevstvu Perua, a od 1739. Potkraljevstvu Nova Granada. Već u 18. stoljeću kreolci su na teritoriju današnjeg Ekvadora pokušavali ostvariti neovisnost.
Dana 9. kolovoza 1809., osnivanjem Neovisne hunte čiji je predsjednik bio Juan Pio Montufar, počela je borba za neovisnost Ekvadora. Već 10. kolovoza smjenjuje se predsjednik Audijencije i proglašava se neovisnost Quita. Potkraljevi Perua i Nove Granade poslali su vojne ekspedicije, koje su ugušili ovaj ustanak.
Kada je Ferdinand VII. odbio priznati Ustav iz Cadiza, to izaziva val pobuna i oslobodilačkih pokreta diljem španjolskih kolonija u Americi. Na taj način Kraljevska Audijencija u Quitu uspjeva odcijepiti se od metropole nakon Bitke kod Pinchinche 24. svibnja 1822.
Teritoriji Quita i Guayaquila koji se bio odvojio od španjolske dominacije 1820. i imao je vlastitu vladu, ušli su u zajednicu koja je dobila ime Velika Kolumbija, kao Južni distrikt. Nakon raspada 1830. iz ove države nastale su Nova Granada (današnje Kolumbija i Panama), zatim Venezuela i Ekvador.

### Bolivija
Neovisnost je proglašena još 1809. godine, ali je nakon toga slijedilo 16 godina krvave borbe do uspostavljanja prve republike koja je dobila ime po Simónu Bolívaru, 6. kolovoza 1825.
Napoleonov napad na Iberski poluotok doveo je u pitanje lojalnost visokih staleža u gornjem Peruu. Većina njih je ostala lojalna Središnjoj Hunti u Španjolskoj i čekala vidjeti što će se dogoditi. Prvi sukobi su izbili 25. svibnja 1809. godine kada su radikalni kreolci odbili priznati vlast središnje hunte i zahtijevajući neovisnost, zauzeli su ulice. Ovaj revolt je bio jedan od prvih u Latinskoj Americi, ali je ubrzo ugušen.
Dana 16. srpnja 1809. godine Pedro Domingo Murillo je poveo drugi ustanak kreolaca i mestika u La Pazu, i proglasio neovisnost Gornjeg Perua u ime Ferdinanda VII. Lojalnost prema španjolskom kralju iskorištena je da bi se neovisnosti dao legitimitet. Do studenog 1809. godine, Kochabamba, Oruro i Potosi su se pridružili Murillu. Iako su ustanak u La Pazu ugušile postrojbe potkralja Perua, i u Chucisaci postrojbe potkralja Rio de la Plate, Gornji Peru nikada više nije bio pod potpunim nadzorom Španjolske.
Tijekom sljedećih sedam godina Gornji Peru bio je poprište borbi između snaga Ujedinjenih provincija Rio de la Plate (današnja Argentina) i rojalista iz Perua. Iako su rojalisti odbili tri argentinska napada, gerile su uglavnom nadzirale većinu teritorija gdje su se formirale tzv. republikete ("republikice"), to jest, ustanička središta, odakle će poteći borba za neovisnost.
Do 1817. Gornji Peru bio je uglavnom miran i pod nadzorom Lime. Nakon 1820. Konzervativna stranka kreolaca je podržala generala Pedra Antonia de Olannetu koji je odbio prihvatiti mjere španjolskih kortesa, ali također je odbio pridružiti se ustanicima Simóna Bolívara i Antonia Josea de Sucrea. Nije htio priznati poraz ni nakon odlučujuće bitke kod Ayakucha 1824. godine, posljednje velike bitke rata za neovisnost Latinske Amerike. Na kraju ga je pobijedio Antonio Jose de Sucre u travnju 1825. godine, a nova država je dobila ime po Simónu Bolívaru, Bolivija.

### Urugvaj
Kada su u Montevideo stigle vijesti o formiranju Prve domoljubne vlade u Buenos Airesu, pojavili su se prvi znaci želje za neovisnošću. Dana 28. veljače 1811. stotinjak domoljuba na čelu s Joseom Vierom Venanciem Benavidezom, zauzeli su gradove Mercedes i Sorriano i proglasili kraj španjolske dominacije. U međuvremenu, Jose Gervasio Hartigas organizirao je vojsku u Buenos Airesu i krenuo u Urugvaj gdje je posle prvih uspjeha krenuo u opsadu Montevidea. Potkralj je tražio pomoć od Portugalaca iz Brazila, koji su potukli Hartigasa i ušli u Montevideo. Posredovanjem vlade iz Buenos Airesa, portugalske postrojbe su se povukle a Hartigas se vratio na čelo vojske i ponovno postavio opsadu oko Montevidea koja je trajala gotovo dvije godine (kapitulacija 20. lipnja 1814.).
Godine 1816. opet dolazi do portugalske intervencije u Urugvaju. Montevideo opet pada u ruke Portugalcima 1817. godine. Hartigas je pobjegao u Paragvaj, gdje je ubrzo umro.
Godine 1821. Brazil je pripojio Orijentalnu prevlaku (danas Urugvaj), pod imenom Provincija Sisplatina, u čijem će sastavu ostati do 1825., kada je Huan Antonio Lavalleha s još 33 Urugvajca napao zemlju, i uz golemu podršku naroda, osvojio Montevideo i proglasio neovisnost Urugvaja 25. kolovoza 1825.

### Meksiko
Rat za neovisnost Meksika je jedan od hispanoameričkih ratova za neovisnost koji su najdulje trajali. Počeo je 1810., kao seljačka buna protiv kolonijalnih gospodara, a završio se 1921. pobjedom alijanse liberala i konzervativaca.
Vodeća figura u borbi za nezavisnost Meksika bio je Miguel Hidalgo, svećenik malog grada Dolores. U svom domu organizirao je sastanke na kojima su bili dobro došli kako Indijanci, tako i mestici, kreolci i Španjolci. Na tim sastancima se raspravljalo o socijalnim i gospodarskim pitanjima, i ubrzo su prerasli u protukolonijalnu urotu. Početak ustanka bio je određen za 8. prosinca 1810., no urotnici su bili obaviješteni da su otkriveni, te su bili primorani požuriti s podizanjem ustanka. Tako su već u rujnu počele prve borbe, a ustanici su krenuli ka gradu Meksiku, s namjerom zauzeti ga. Nakon prvih uspjeha i nekoliko zauzetih gradova, stigli su do Meksika, ali nisu ga uspjeli zauzeti. Nakon toga su krenuli ka sjeveru, ka Teksasu, ali su pali u zasjedu kod grada Monclove i svi bili pohitani, zajedno s Hidalgom, kojem je kao svećeniku, sudila Inkvizicija i osudila ga na smrt spaljivanjem na lomači. Kazna je izvršena 30. srpnja 1811. godine.
Nakon Hidalgove smrti, vodstvo je preuzeo Jose Maria Morelos. Pod njegovim vodstvom su zauzeti gradovi Oaxaca i Acapulco, održan je Kongres u Chilpancingu na kojem je Meksiko formalno proglasio neovisnost od Španjolske i na kome je ratificiran tekst onoga što će se kasnije pretvoriti prvi meskički Ustav. Također je odbijena duga opsada grada Cautle. Međutim, Morelos je 1815. godine uhićen od strane rojalista i pogubljen 22. prosinca u San Cristobal Ecatepecu.
Od 1815. do 1821. rat za neovisnost pretvorio se u gerilski rat u kojem su se istaknule dvije osobe: Guadalupe Victoria (kasnije prvi meksički predjsednik) u Puebli, i Vincente Guerrero u Oaxaci. Međutim, nakon 10 godina borbe, pokret za neovisnost bio je blizupotpunog kraha. Ustanici su se suočavali sa žilavim otporom rojalista i apatijom najuglednijih kreolaca kolonije. Pretjerano nasilje ustanika Hidalga i Morelosa natjeralo je kreolce povući se iz borbe i nevoljko se pridružiti španjolskoj strani, odlučivši čekati trenutak kad bi mogli naći manje krvav put do neovisnosti. U tom trenutku izbija na površinu lik kreolca Agustína de Iturbidea, kojeg je potkralj poslao zadati konačni udarac snagama Herera u Oaxaci. Proslavio se u prvim godinama revolucije po tome što je strastveno progonio Hidalgove i Morelosove pristalice. Bio je miljenik meksičke crkve i inkarnacija savršenog kreolca konzervativca: pobožan, posvećen zaštiti privatne svojine i društvenih povlastica. Međutim, Iturbide nije bio zadovoljan: nije imao visok vojni čin i nije bio bogat.
Iturbideova ekspedicija podudarila se s uspješnim vojnim udarom u metropoli: vođe vojnog udara bile su sazvane organizirati borbu protiv ustanika u Americi, natjerali su Ferdinanda VII. potpisati liberalni Ustav 1812. godine. Iturbide je u tom događaju vidio priliku da se kreolci domognu vlasti i neovisnosti u Meksiku, te je promijenio stranu, pozvao Guerrera na pregovore i nagovorio ga udružiti snage. Postavio je tri uvjeta: da Meksikom vlada neki europski monarh, da kreolci i Španjolci imaju ista prava i da Katolička crkva zadrži sve svoje povlastice i vjerski monopol u zemlji. Dana 24. veljače 1821., Iturbide i Guerrero su pozvali sve snage Meksika ujediniti se u borbi za neovisnost. Dana 24. kolovoza, Iturbide je potpisao ispravu s potkraljem Nove Španjolske, poznat kao Sporazum iz Cordobe, kojim se priznaje neovisnost Meksika. Ovdje Iturbide dodaje klauzulu da ako nijedan europski monarh ne prihvati meksičku krunu, na prijestolje može stupiti i neki kreolac, što će on kasnije iskoristiti i proglasiti se prvim carem Meksičkog Carstva. Privremena skupština je 28. rujna proglasila Povelju neovisnosti. Dana 5. siječnja 1822. Generalna kapetanija Gvatemala (u čiji sastav su ulazile Chiapas, Gvatemala, Salvador, Nikaragva, Kostarika i Honduras) proglasila je neovisnost i pripojena je Meksičkom Carstvu. Međutim, godinu dana kasnije, Meksičko Carstvo se raspalo i repubikanci su uspostavili demokraciju i meksičku državu.

### Srednja Amerika
Za razliku od ostalih dijelova španjolskih kolonija koje su organizirale vlastite hunte, Kapetanija Gvatemala je ostala pod španjolskom upravom. Velika kapetanija Gvatemala (zajedno s Potkraljevstvom Peru) je potvrdila vjernost Središnjoj hunti u Cadizu i nastavila slati "domoljubne doprinose" u metropolu, ali je zahtijevala veći utjecaj i predstavnike u Središnjoj hunti. Kad je Središnja hunta raspisala izbore za Generalne Kortese, svaki dio Kapetanije je poslao svog predstavnika. Predstavnik Salvadora je tražio osnivanje posebne biskupije, odvojene od Gvatemale, međutim, mnogi su željeli mnogo veću autonomiju.
Početkom 19. stoljeća, bilo je više ustanaka u cijeloj Kapetaniji Gvatemala (koja je uključivala današnju meksičku državu Chiapas, Gvatemalu, Honduras, Salvador, Nikaragvu i Kostariku). Godine 1811. dižu se prvi ustanci u Salvadoru, u Nikaragvi, iste godine izbila su dva u Leonu i Granadi, u Gvatemali, 1813., a 1814., novi ustanci i u Salvadoru.
Kada je Meksiko proglasio nezavisnost 1821., Velika kapetanija Gvatemala je također proglasila neovisnost od španjolske krune 15. rujna 1821., međutim ulazi u sastav novoformiranog Meksičkog Carstva.
Međutim, godinu dana kasije, Meksičko Carstvo se raspalo i zemlje kapetanije Gvatemale, osim Chiapasa, formirale su novu državu Srednjoameričku Federalnu Republiku, u srpnju 1823., koja također ne će biti dugovječna. Nakon građanskog rata (1839.—1840.) dolazi do njenog raspada i stvaranja država Srednje Amerike kakve danas poznajemo.

### Brazil
Povijest osvajanja, kolonizacije i stjecanja neovisnosti Brazila je u mnogočemu drukčija nego u drugim dijelovima Latinske Amerike. Stjecanje neovisnosti SAD-a i Francuska revolucija od samih početaka imaju veliki utjecaj na događaje u Brazilu, osobito među portugalskim časničkim korom i domaćom elitom. U tom krugu okupljaju se nezadovoljnici koji planiraju pobunu protiv Lisabona, iako je Portugal imao liberalniji odnos prema Brazilu nego Španjolska prema svojim Indijama. Godine 1797. u Baiji izbija ustanak vojske, sirotinje i robova, ali on nije imao za cilj promjenu političkog sustava. Promjene je donijela sama portugalska monarhija, stjecajem okolnosti spašavajući svoj opstanak od Napoleona. Dolazak portugalskog kralja u Brazil s brojnim plemstvom i sigurnost utočišta koje je nađeno u koloniji, u Riu, novoimenovanoj prijestolnici Portugalskog Carstva, bilo je presudno za Brazil. Ranije nezadovoljstvo kreolaca splaslo je njihovim uključenjem u novu vladu. Provedene su reforme s trajnim posljedicama: otvorene su luke za slobodniju trgovinu i zemlja je 1815. dobila status kraljevstva, uvedena je brazilska moneta, formirana je Brazilska banka, pojavljuju se novinska glasila, a unaprijeđeni su i znanost, prosvjeta i kultura. Stvorena je klima prividne neovisnosti.
Ipak nakon Napoleonovog poraza kreolci se protive daljnjem boravku kralja u Riju. Separatisti Pernambucha dižu 1817. ustanak, ali opet bez osobitog odjeka u društvu. Poslije promjena u Portugalu kralj Joao II. je 1820. napustio Rio, ali je kao regenta, tj. kao predsjednika vlade ostavio sina Pedra I. 1821., a ovaj je odmah požurio proglasiti se zaštitnikom Brazila. Ubrzo proglašava neovisnost Brazila 1822. godine. Mjerama represije potiskuje liberale. Krvoproliće je izbjegnuto, ali je nastavljena žestoka politička borba osobito oko Ustava iz 1824. kada je obnovljeno ropstvo kao osnova privrednog sustava. Moć veleposjednika, barona kave i šećera ostala je netaknuta. Apsolutizam je djelomično ograničen skupštinom i većom samostalnošću provincija, ali to nije bilo dovoljno oporbi koja u većini provincija podiže ustanke od 1833. do 1849. sa zahtjevom uspostvljanja republike. U toj borbi sudjelovao je i Giuseppe Garibaldi, istaknuti borac za ujedinjenje Italije.
Polovinom 19. stoljeća u Brazil stiže veliki val iseljenika iz Europe (oko 500 000 ljudi). Formiranje Republikanske stranke 1883. i Konfederacije abolicionista ojačalo je oporbu čiji pritisak primorava monarhiju 1888. godine ukinuti ropstvo. Prodor liberalnih stranki u najviše krugove vojske doveo je naredne godine do svrgavanja monarhije vojnim pučem bez krvi. Federativna Republika Brazil proglašena je 1889. godine i prihvaćen je novi Ustav 1891. godine.

### Panama
Dana 10. studenog 1821. godine dolazi do pobune u mjestu Villa de los Santos, što označava početak borbe za neovisnost Paname. U gradu Panama, na čelu rojalističke vojske bio je general José de Fábrega, panamski kreolac koji je uskoro prešao na stranu pobunjenika zajedno s klerom i pomogao gospodarski pokret.
Dana 28. studenog 1821. godine sazvan je Otvoreni kabildo na kome je proglašena neovisnost od Španjolske.
Ubrzo će Panama ući u sastav novoosnovane Velike Kolumbije.

### Dominikanska Republika
Stjecanje neovisnosti Dominikanske Republike bio je proces koji je trajao gotovo više od pola stoljeća. Nakon nekoliko neuspješnih pokušaja, Jose Nunnez Caserres je uspio 1821. proglasiti neovisnost otoka od španjolske dominacije, no već sljedeće godine (1822.), Haiti je pripojio istočni dio otoka, pod čijom će vlašću ostati do 1844. Do 1861. režim koji je poznat kao Prva Republika bio je uzdrman internim sukobima liberala i konzervativaca kao i stalnim upadima haićanske vojske, što je dovelo do odluke da se zemlja vrati pod španjolsku vlast. Između 1861. i 1865. istočni dio otoka imao je status španjolske provincije. Međutim, zbog mnogih gerilskih napada, na kraju su se španjolske postrojbe povukle i Dominikanska Republika je dobila neovisnost 1865. godine.

### Kuba
Kuba i Portoriko su bile jedine dvije kolonije u Latinskoj Americi koje su ostale pod španjolskom vlašću u drugoj polovini 19. stoljeća. Nacionalna svijest Kubanaca počela se formirati tijekom 17. i 18. stoljeća, da bi se proces završio potaknut prije svega stjecanjem neovisnosti SAD, i potom i ostalih latinoameričkih zemalja. Oružana borba za neovisnost Kube je počela 1868. godine, s neslužbenom podrškom SAD, i trajala je do 1898.
Prvi rat za neovisnost protiv Španjolske trajao je od 1868. do 1878. godine. U tijeku tog rata, a i prije njega, Kuba je sve više padala pod utjecaj SAD. Radnička klasa je krajem 19. stoljeća doživjela veliki razvoj. Na Prvom radničkom kongresu 1892. godine, odlučeno je potpomognuti pokret za neovisnost na Kubi i krenuti u konačnu borbu. Ovaj kongres bio je začetak Revolucionarne kubanske stranke koju je predvodio Jose Marti u SAD.
Godine 1895. Jose Marti, Maximo Gomez i Antonio Maceo se iskrcavaju na Kubu s revolucionarnom vojskom i započinju konačni rat za neovisnost. Isprva, Španjolci odgovaraju oštrom represijom, ali već od 1896. godine rat za neovisnost Kube postaje međunarodni događaj u koji se uključuju i SAD i koji će kulminirati u španjolsko-američkom ratu koji je završen Pariškim sporazumom 10. prosinca 1898. godine, kada je Kuba stekla neovisnost. Međutim, odmah nakon potpisivanja ovog sporazuma, SAD su zaposjele otok i ostale tamo do 1902. godine kada joj se priznala nezavisnost. Međutim, i dalje se osjećao veliki utjecaj SAD koje su intervenirale na otoku kad god su to smatrale neophodnim. Značajna imena kubanske borbe za neovisnost su Jose Marti, Maximo Gomez i Antonio Maceo.

### Ostatak kolonijalizma
Od francuskih kolonija, u ovom položaju ostale su Francuska Gvajana, Gvadalupa i Martinik. Godine 1946. ukinut im je status kolonija i postale su francuski prekomorski departmani.
Portoriko je tijekom 400 godina bio pod španjolskom kolonijalnom vlašću, da bi ga 25. srpnja 1898. godine zaposjeo SAD u tijeku španjolsko-američkog rata. Pariškim sporazumom iz 1898. preostale španjolske kolonije su prešle u posjed SAD, pa samim tim i Kuba, Portoriko i Filipini. Godine 1900. vojnu vlast zamjenjuje građanska. 1917. Portorikanci dobivaju državljanstvo SAD-a. 1952. Portoriko postaje otočni američki teritorij s komonveltskim statusom, koji ima i dan danas.

### Katolička crkva i borbe za neovisnost
Katolička crkva bila je na strani španjolske monarhije. Pape Pio VII. i Lav XII. činile su sve što je u njihovoj moći kako bi spriječile odvajanje kolonija od metropole. Umjerenije držanje Crkva izražava tek od 1823. godine nakon međunarodnog priznanja suverenosti novoformiranih država. Ovaj, elastičniji odnos prema promjenama bio je u funkciji potrebe zadržati utjecaj na vjernike. U kasnijem razdoblju crkva osporava pravo patronata države, odnosno pravo predlaganja crkvenih velikodostojnika. Druga teškoća ticala se priznanja crkve i njene uloge u svjetovnoj vlasti. U načelu, pravo Katoličke crkve biti državna religija nije bilo sporno. Samo se Bolívar zalagao za razdvajanje države i crkve. Svi ostali osloboditelji i prvi ustavi promicali su za državnu religiju katoličanstvo. Ipak, odvojena od Rima i Madrida Crkva slabi i podređena je svjetovnim vlastima. Crkva nije vratila svoju statusnu moć iz vremena prije oslobođenja.
Katolički kler u tijeku rata za neovisnost duboko se podijelio. Onaj niži stao je uz osloboditelje. Jedan njegov dio bio je pokretač i inspirator oružane borbe kao u Meksiku. Visoki kler, uz rijetke izuzetke bio je protiv revolucije.

## Međunarodno priznanje

### Stav europskih sila
Pad Napoleona izmijenio je odnos snaga u Europi. Sveta Alijansa, formirana na Bečkom kongresu imala je zadatak vratiti predrevolucionarno stanje i održati ga. Sredinom listopada 1822. godine održan je Veronski kongres na kojem su članice alijanse vijećale o reakciji na događanja u Španjolskoj. Britanski ministar Caning nije išao osobno već je poslao Wellingtona i dao mu jasne instrukcije ne pristati na zajedničku izjavu koja bi govorila kako Španjolska ima pravo na vladavinu južnoameričkim kolonijama i koja bi proglasila južnoameričke revolucionare za buntovnike.
Caning je znao da se Sveta alijansa pod kojom su se 1823. podrazumijevale Rusija, Austrija, Pruska i Francuska ne zadovoljava samo gušenjem španjolske revolucije već ima namjeru poslati francuske snage u Latinsku Ameriku. Meternih i car Aleksandar I. Romanov bili su suglasni s ovim poduhvatom, ali je Caning bio izričito protiv. Slanje velikog vojnog kontigenta u Latinsku Ameriku bez britanskog pristanka bio je nezamisliv pothvat. Meternih je pokušao splektarenjem ugroziti Caningov položaj u Britaniji, ali mu to nije uspjelo.
Nakon donošenja Monroove doktrine car Aleksandar I. shvatio je kako se pitanje Latinske Amerike mora skinuti s dnevnog reda. Meternih je ostao jedini pobornik reakcije u iberskim kolonijama. Kada je 1824. predložio sveeuropski kongres na kojem bi bilo razmatrano pitanje Latinske Amerike Caning se ovome energično suprotstavio. Tu Caning izjavljuje da namjerava sklopiti trgovački sporazum s državom Buenos Aires (tako se 1824. zvala Argentina). Engleske industrijalce pridobio je tvrdeći da ako se oni ne dokopaju latinoameričkog tržišta da će to učiniti SAD.
Siječnja 1825. Velika Britanija je službeno priznala Argentinu, Kolumbiju i Meksiko.

### Stav SAD-a
SAD je u početku podržao rat za neovisnost šireći na taj način vlastiti utjecaj. Propašću Napoleona usredotočile su svoju pažnju više na preuzimanje Floride od Španjolske i zadržavanje Kube kao kolonije nego na borbu Latonoamerikanaca. U njihovom javnom mnijenju malo se znalo o borbama na jugu kontinenta. Kada su europske aspiracije prema španjolskim kolonijama porasle, SAD su osnažile već izrečenu strategiju Washingtona (1796.) i formulirale čuvenu doktrinu Monroea (1823.) Riječ je o deklaraciji predsjednika Monroea u kojoj se precizira politika SAD prema europskim pitanjima. U njoj je koncizno i razvidno rečeno da SAD:
- ne će dopustiti bilo kakvu kolonizaciju Amerike
- da će tolerirati postojeće kolonije
- da se ne će miješati u europska pitanja
- da odbacuje europsko miješanje u američka pitanja.

Osnovno geslo te politike sadržano je u dvije reči: Amerika Amerikancima.
Formalno upućena Europi Monreoova doktrina je u stvari naznačila buduću ekspanzionističku politiku prema Latinskoj Americi. U kolonijalnom položaju ostale su Kanada, Kuba, Portoriko, Nizozemska Gvajana, Francuska Gvajana i Mali Antili. Sama po sebi ova doktrina nije donijela međunarodno priznanje latinoameričkih država, ali je ubrzala njihovo uspješno prihvaćanje kao neovisnih država. Portugal je priznao Brazil kao neovisnu državu nakon vojnog poraza kod Baije (1825.), a Španjolska je to učinila tek nakon liberalne revolucije (1820.). Prvo je priznala neovisnost Meksika (1836.), a zatim Ekvadora, Čilea, Venezuele i Bolivije. Ostale zemlje Europe priznavale su novoformirane države prema potrebama svojih trgovačkih veza.

### Nadmoć SAD-a
Poslije secisionističkog rata između sjevera i juga (1861. – 1865.) SAD je obnovio i učvrstio svoje unutarnje jedinstvo. Međunarodni izolacionizam i nezazanimanost za europska pitanja olakšao je ujedinjeni prostor Amerike okrenuti ka razjedinjenim državama Meksika, Srednje i Južne Amerike kao neporecivi arbitar. Monreoova doktrina štitila je interese SAD, ali ne i cijele Amerike. Naprotiv ona je ozakonila zloporabe Latinske Amerike od strane samog SAD-a. Prva panamerička konferencija (Washington, 1889.) utemeljila je i službeno mehanizam nadzora i dominacije kasnije usavršene institucijom panamerikanizma. Zaobiđen je pozitivan prilaz međunarodnim odnosima, sadržan u načelu suradnje među ravnopravnima kakav je zastupao Bolívar.

### Neostvaren san
Ideja jedinstva Amerike ostala je san njenih osloboditelja, prije svega Bolívara. Bolívar je pokušao svoju ideju provesti u djelo na Kontinentalnom kongresu sazvanom u Panami 1826. godine. On je bio kulminacija političke volje o jedinstvu i bratimljenju Amerike poslije 15 godina borbe i stradanja. Ideja ujedinjenja imala je mnogobrojne vanjske i unutarnje protivnike. Najviše su se protivile europske sile, robovlasnici s juga SAD, Paragvaj i provincije La Plate. Podrška je stizala od Velike Kolumbije (objedinjene tri države), Perua i Bolivije koje je ujedinio Bolívar, zatim Meksika i Srednje Amerike. Panamski kongres je prihvatio Opći ugovor o uniji i konfederaciji, ali su ga ratificirale samo države Velike Kolumbije koje su bile već ujedinjene. Pokušaj sazivanja novog samita je propao.
U kasnijem razdoblju Latinska Amerika nije izrazila veći stvarni interes za približavanje ili ujedinjavanje izuzev u najnovijem dobu preko labavih i izvana nadziranih političkih oblika panamerikanizma i najnovijih oblika gospodarske suradnje (Latinska unija). Istodobno je rasla agresivnost velikog sjevernog susjeda. Uzajamne odnose osobito je pogoršalo oduzimanje velikih meksičkih teriorija od strane SAD. Bolívar je bio ogorčen na SAD i Europu što su mirno promatrali borbu za neovisnost i uključivali se isključivo kada je njima to odgovaralo. 
Govorio je:
- „Engleska strahuje od revolucija u Europi, a priželjkuje ih u španjolskoj Americi. Prva joj nalaže opreznost, a druga nudi prirodna bogatstva.“

U jednom pismu je napisao:
- „Imat ćemo u mladosti tutore, u zrelosti gospodare i tek u starosti bit ćemo slobodni.“

Kritizirao je i SAD:
- „SAD, koje toliko cijene svoju slobodu ne vole one koji su zaljubljeni u vlastitu.“

Povijest je brzo potvrdila njegova mišljenja. Monreoova doktrina nije bila prjepreka Španjolskoj 1829. napasti Meksiko. Britanija je zauzela 1833. Malvine uz pomoć SAD-a, a 1835. i Belize iako je Gvatemala tražila pomoć pozivajući se na Monreoovu doktrinu. U kasnijem razdoblju uslijedio je niz agresija i intervencija koji nije prestajao do današnjih vremena.